# Platyla perpusilla
Platyla perpusilla is een slakkensoort uit de familie van de Aciculidae. De wetenschappelijke naam van de soort is voor het eerst geldig gepubliceerd in 1880 door Reinhardt.